# Clerinae
Clerinae es una subfamilia de coleópteros polífagos que pertenecen a la familia Cleridae.

## Géneros
- Allonyx Jacquelin du Val, 1860
- Anthicoclerus Schenkling, 1906
- Aphelochroa Quedenfeldt, 1885
- Apopempsis Schenkling, 1903
- Apteroclerus Wollaston, 1867
- Aptinoclerus Kuwert, 1893
- Aradamicula Sedlacek & Winkler, 1975
- †Arawakis (fósil)
- Astigmus Kuwert, 1894
- Aulicus Spinola, 1841
- Axina Kirby, 1818
- Balcus
- Barriella Opitz, 2003
- Barrotillus Rifkind, 1996
- Blaxima Gorham, 1882
- Bousquetoclerus Menier, 1997
- Burgeoneus Pic, 1950
- Caestron Dupont in Spinola, 1844
- Calendyma Lacordaire, 1857
- Canariclerus Winkler, 1982
- Cardiostichus Quedenfeldt, 1885
- Caridopus Schenkling in Sjöstedt, 1908
- Cleromorpha Gorham, 1876
- Cleropiestus Fairmaire, 1889
- Clerus Fabricius, 1775
- Clytomadius Corporaal, 1949
- Colyphus Spinola, 1841
- Coptoclerus Chapin, 1924
- Cormodes Pascoe, 1860
- Corynommadius Schenkling, 1899
- Ctenaxina Schenkling, 1906
- Ctenoclerus Solervicens, 1997
- Dasyceroclerus Kuwert, 1894
- Dasyteneclines Pic, 1941
- Dieropsis Gahan, 1908
- Dologenitus Opitz, 2009
- Dozocolletus Chevrolat, 1842
- Eburiphora Spinola, 1841
- Eburneoclerus Pic, 1950
- Ekisius Winkler, 1987
- Eleale Newman, 1840
- Enoclerus Gahan, 1910
- Epiclines Chevrolat in Guérin-Ménéville, 1839
- Eunatalis Schenkling, 1909
- Erymanthus Spinola, 1841
- Eurymetomorphon Pic, 1950
- Falsomadius Gerstmeier, 2002
- Falsoorthrius Pic, 1940
- Graptoclerus Gorham, 1901
- Gyponyx Gorham, 1883
- Hemitrachys Gorham, 1876
- Homalopilo Schenkling, 1915
- Inhumeroclerus Pic, 1955
- Jenjouristia Fursov, 1936
- Languropilus Pic, 1940
- Lissaulicus C.O.Waterhouse, 1879
- Memorthrius Pic, 1940
- Metademius Schenkling, 1899
- Microclerus Wollaston, 1867
- Micropteroclerus Chapin, 1920
- Microstigmatium Kraatz, 1899
- Mimolesterus Gerstmeier, 1991
- Mitrandiria Kolibac, 1997
- Myrmecomaea Fairmaire, 1886
- Natalis Laporte de Castelnau, 1836
- Neogyponyx Schenkling, 1906
- Neoscrobiger Blackburn, 1900
- Ohanlonella Rifkind, 2008
- Olesterus Spinola, 1841
- Omadius Laporte de Castelnau, 1836
- Oodontophlogistus Elston, 1923
- Operculiphorus Kuwert, 1894
- Opilo Latreille, 1802
- Orthrius Gorham, 1876
- Oxystigmatium Kraatz, 1899
- Phlogistomorpha Hintz, 1908
- Phlogistus Gorham, 1876
- Phloiocopus Spinola, 1841
- Phonius Chevrolat, 1843
- Pieleus Pic, 1940
- Placocerus Klug, 1837
- Placopterus Wolcott, 1910
- Plathanocera Schenkling, 1902
- Platyclerus Spinola, 1841
- Priocera Kirby, 1818
- Priocleromorphus Pic, 1950
- Prioclerus Hintz, 1902
- Pseudolesterus Miyatake, 1968
- Pseudomadius Chapin, 1924
- Pujoliclerus Pic, 1947
- Sallea Chevrolat, 1874
- Scrobiger Spinola, 1841
- Sedlacekius Winkler, 1972
- Sikorius Kuwert, 1893
- Stigmatium Gray in Griffith, 1832
- Systenoderes Spinola, 1841
- Tanocleria Hong, 2002
- Thalerocnemis Lohde, 1900
- Thanasimodes Murray, 1867
- Thanasimus Latreille, 1806
- Tillicera Spinola, 1841
- Trichodes Herbst, 1792
- Trogodendron Spinola, 1841
- Wilsonoclerus
- Winklerius Menier, 1986
- Wittmeridecus Winkler, 1981
- Xenorthrius Gorham, 1892
- Zahradnikius Winkler, 1992
- Zenithicola Spinola, 1841